# ليوسيت
ليوسيت هو معدن من معادن السيليكات، يتألف كيميائياً من سيليكات البوتاسيوم والألومنيوم بحيث أن صيغة الوحدة البلورية تكتب على الشكل [K[AlSi2O6. وهو معدن شائع ومكوّن للصخور.
اكتشف أبراهام فيرنر المعدن لأول مرة سنة 1701، وأسماه لوسيت من الإغريقية (λευκος) التي تعني أبيض غير لامع. درس ديفيد بروستر بنية الليوسيت سنة 1821 وبيّن أنها مكعبة زائفة.